# Франц Гетц
Франц Гетц (нім. Franz Götz; нар. 28 січня 1913, Раштат, Баден — пом. 4 травня 1980, Ашаффенбург, Нижня Франконія) — німецький військовий льотчик-ас за часів Третього Рейху, майор (1944) Люфтваффе. Кавалер Лицарського хреста Залізного хреста (1944). У повітряних боях здобув 63 перемоги. Після створення Бундесверу — продовжив службу в лавах військово-повітряних сил Західної Німеччини, де пройшов шлях до оберста Люфтваффе.

## Біографія
Франц Гетц народився 28 січня 1913 у містечку Обертсрот, біля Раштат, в 22 км на південний захід від Карлсруе.
У березні 1937 фельдфебель Франц Гетц прибув до I./JG334 (з 1 листопада 1938 — І./JG334, а з 1 травня 1939 — І./JG53). У листопаді 1939 його вже у званні обер-фельдфебеля перевели у знову сформовану 7./JG53.
14 травня 1940 Гетц здобув першу перемогу у повітрі, збивши французький MS.406. Потім до 10 червня він збив ще два «Хока» 75А, два «Потез-63» і Bloch 152. Наприкінці червня він отримав звання лейтенанта, а потім у вересні Гетц вже у званні обер-лейтенанта був призначений командиром 9./JG53. У вересні в ході «битви за Англію» німецький льотчик збив два «Харрікейна» і два «Спітфайра», досягнувши результату в десять перемог.
З 22 червня 1941 з початком агресії нацистської Німеччини проти Радянського Союзу брав участь у боях на Східному фронті і вже того ж дня збив свій перший радянський літак. Його рахунок став швидко рости. Так, 27 липня Гетц у трьох вильотах збив три ДБ-3 і Пе-2. 3 серпня він здобув 20-ту перемогу, а вранці 15 вересня — 30-у.
На початку жовтня 1941 III./JG53 відкликали до Німеччини. До того часу Гетц мав на рахунку вже 32 перемоги, 15 жовтня його нагородили Німецьким Хрестом в Золоті.
У грудні 1941 авіаційну групу Ф.Гетца направили в Північну Африку. З 9 травня до 22 липня 1942 у боях над Лівією і Єгиптом він збив п'ять «Спітфайрів», «Харрікейн», Р-40, «Бьюфайтер» і «Бленхейм». Тепер на рахунку Гетца був 41 літак, за що 4 вересня він отримав Лицарський хрест Залізного хреста.
У жовтні він у званні гауптмана очолив III./JG53. У квітні — липні 1943 в боях над Тунісом і Сицилією німецький ас збив два P-38, B-17, B-25 і «Спітфайр». У першій половині 1944 його група діяла в Італії, майор Гетц записав на рахунок ще два «Спітфайра» і P-47.
У липні 1944 III./JG53 відкликали до Німеччини і включили до складу сил ППО Рейха. До кінця року Гетц збив ще тринадцять літаків, у тому числі три В-17 і В-24, і його рахунок досяг 63-х перемог. 28 січня 1945 він був призначений командиром JG26 і залишався на цій посаді до кінця війни. Всього він здійснив 766 бойових вильотів.
На початку травня 1945 Ф.Гетц зі своїми підлеглими капітулював британським військам у Фленсбурзі у північній Німеччині. Його власний літак Focke-Wulf Fw 190 D-13/R11 (№ 836017) демонструється сьогодні на майданчику музею авіації в американському містечку Еверетт (Вашингтон).
У післявоєнний час, з 1956 року з початком відродження німецьких збройних сил Гетц служив в Бундеслюфтваффе ФРН до березня 1969 року.
31 березня 1969 року вийшов у відставку у званні оберста.